# Pfarrkirche Sittersdorf

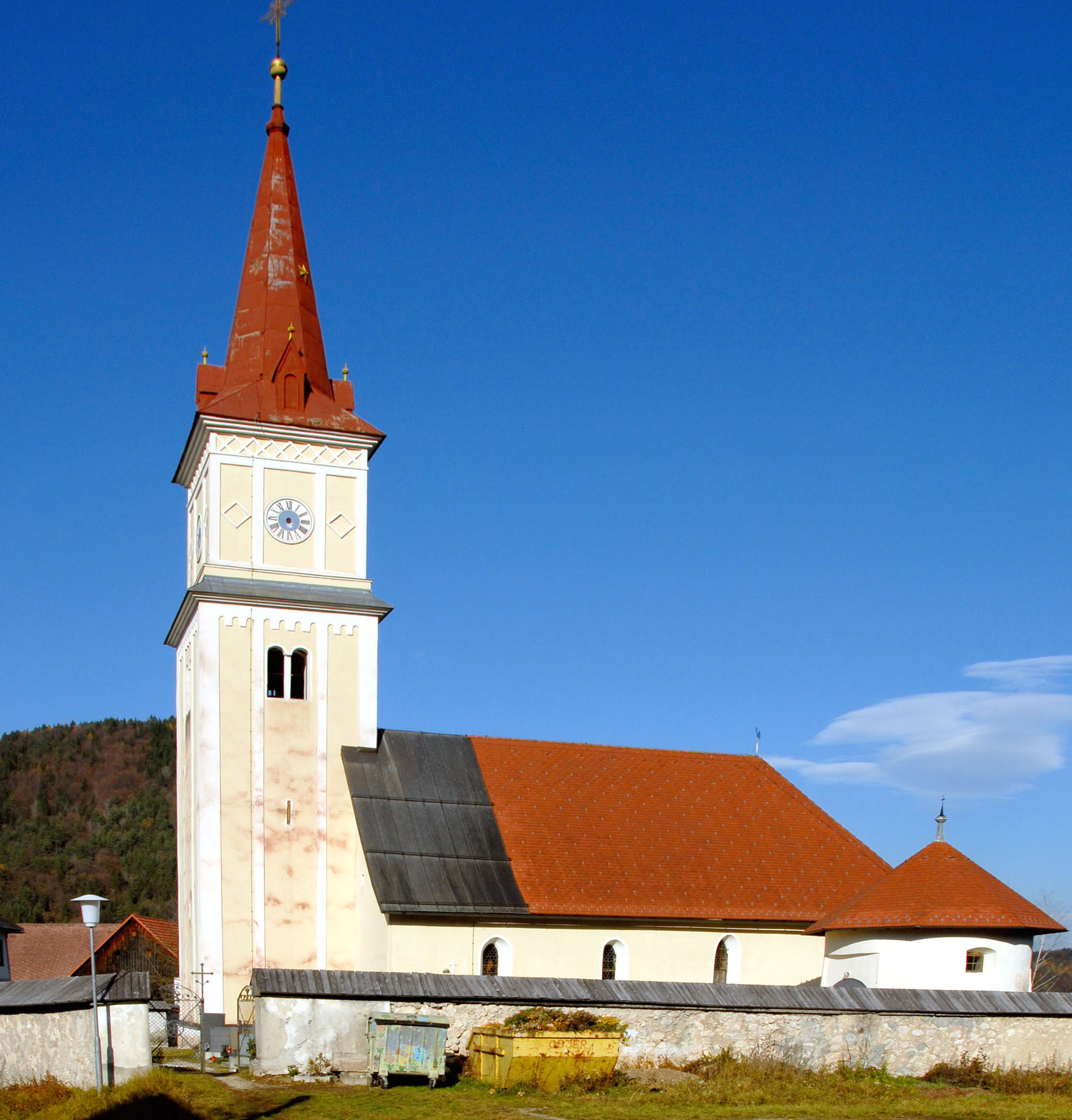
Katholische Pfarrkirche hl. Helena in Sittersdorf

Die römisch-katholische Pfarrkirche Sittersdorf steht in der Gemeinde Sittersdorf im Bezirk Völkermarkt in Kärnten. Die dem Patrozinium der hl. Helena unterstellte Pfarrkirche gehört zum Dekanat Eberndorf/Dobrla vas in der Diözese Gurk-Klagenfurt.  Die Kirche und der Friedhof stehen unter Denkmalschutz (Listeneintrag).

## Geschichte
Urkundlich wurde 1154 eine Kirche genannt. 

## Architektur
Die von mächtigen breiten geböschten Pfeilern gestützten ist von einer Friedhofsmauer umgeben und mit einer Brücke mit dem Pfarrhof verbunden.
Der im Kern romanische Kirchenbau war ursprünglich ein einschiffiges Langhaus unter einer Flachdecke mit einem gotischen Chor. Die heutige Kirche wurde im 17. Jahrhundert dreischiffig ausgebaut. Der vorgestellte Westturm aus 1690 wurde 1865 erhöht und mit Wandvorlagen gegliedert. Das nördliche Seitenschiff zeigt sich als vorspringender Anbau, das südliche Seitenschiff bildet mit der anschließenden Sakristei am Chor mit dem darüberliegenden Oratorium eine einheitliche Seitenfront, die Sakristeifenster haben gotische Kielbogen.
Das Kircheninnere hat im Turm eine Vorhalle und ein profiliertes Westportal zum Langhaus. Das dreijochige gestaffelte Langhaus hat ein dreijochiges Mittelschiff unter einer Tonne mit Stichkappen auf halbrunden gotischen Säulen, die barocken Seitenschiffe sind kreuzgratgewölbt. Das linke Seitenschiff ist um ein Joch kürzer. Im rechten Seitenschiff befindet sich der Aufgang zur Empore, diese steht dreiachsig kreuzgratunterwölbt auf abgefasten Pfeilern. Der breite Triumphbogen ist spätgotisch. Der einjochige netzrippengewölbte Chor mit einem Fünfachtelschluss hat nach einem halben Joch eine einspringende südliche Chorwand, ein spitzbogiges Portal zur ursprünglich gotisch und barock gewölbten Sakristei, darüber befindet sich das Oratorium mit einer halbrunden Öffnung zum Chor, die Fenster sind barockisiert.
Die Deckenmalereien im Mittelschiff und das Medaillon an der Emporenbrüstung malte Jakob Brollo 1891.

## Einrichtung
Der barocke Hochaltar ist aus dem dritten Viertel des 18. Jahrhunderts, er trägt Figuren der Heiligen mittig Helena und seitlich Margarethe und Katharina und auf den Opfergangsportalen Blasius und Erasmus. Der Ambo und der Volksaltar sind aus 1994.
Der spätgotische Taufstein ist mit 1510 bezeichnet.
Eine Glocke aus dem 14. Jahrhundert und eine Glocke mit Urban Fiering 1539 sind nicht mehr in Verwendung.

## Grabdenkmäler
- Im Turmerdgeschoß ist ein Rundmedaillon von einem römerzeitlichen Grabbau vermauert, es zeigt eine Porträtbüste eines Mannes aus dem frühen 2. Jahrhundert.
- An der Westfront befindet sich eine Grabinschrift Thomas Hanschitz gestorben 1692 und Gertraud gestorben 1689.

## Karner
Der Karner südlich der Kirche ist ein im Kern romanischer Bau aus der Mitte des 12. Jahrhunderts mit einem runden Kuppelgewölbe. Das ursprüngliche Portal ist vermauert und wurde durch einen südlichen Eingang ersetzt. Sekundär stützt ein breiter abgeschrägter Stützpfeiler den Karner.